# Emblyna decaprini
Emblyna decaprini là một loài nhện trong họ Dictynidae.
Loài này thuộc chi Emblyna. Emblyna decaprini được miêu tả năm 1945 bởi Kaston.